# Kadakola, Savanur
Kadakola là một làng thuộc tehsil Savanur, huyện Haveri, bang Karnataka, Ấn Độ.